# William Grayson

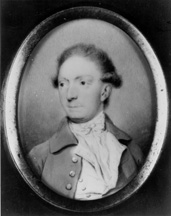
William Grayson

William Grayson, född omkring 1740, död 12 mars 1790 i Dumfries, Virginia, var en amerikansk politiker. Han representerade delstaten Virginia i USA:s senat från 1789 fram till sin död.
Grayson studerade vid College of Philadelphia (numera University of Pennsylvania). Han fortsatte sedan studierna vid Oxfords universitet och studerade därefter juridik i London. Han var George Washingtons adjutant (aide-de-camp) under amerikanska revolutionskriget och befordrades 1777 till överste.
Grayson var ledamot av kontinentala kongressen 1785-1787. Vid ratificeringskonventet 1788 var han en av motståndarna till att Virginia ratificerade USA:s konstitution. Han var sedan senator i USA:s första kongress och avled 1790 i ämbetet.